# Artemisia annua
Artemisia annua és una planta amb flors del gènere Artemísia dins la família de les asteràcies nativa de l'Àsia temperada però naturalitzada arreu del món. En algunes parts de la Xina es menja en amanides.

## Morfologia
Té una sola tija i fa fins a 2 metres d'alt; les seves fulles, alternades de 2,5 a 5 cm de llargada, recorden les de la falguera i fa una olor camforada; les flors són de color groc brillant. És una planta diploide amb un nombre de cromosomes 2n = 18.

## Taxonomia
Aquest tàxon va ser publicat per primer cop l'any 1753 a l'obra Species Plantarum de Carl von Linné. Els següents noms científics són sinònims d'Artemisia annua:
- Artemisia annua f. macrocephala Pamp.
- Artemisia chamomilla C.Winkl.
- Artemisia exilis Fisch. ex DC.
- Artemisia hyrcana Spreng.
- Artemisia plumosa Fisch. ex Besser
- Artemisia stewartii C.B.Clarke
- Artemisia suaveolens Fisch.
- Artemisia wadei Edgew.

## Ús medicinal
Havia estat usada per la medicina tradicional xinesa, després va caure en desús, però a la dècada de 1970 es va tornar a utilitzar, ja que es va introduir en el Manual xinès de prescripcions per a tractaments d'emergència en infusions contra la febre, però no pas específicament contra la malària. L'any 1971 la científica mèdica Tu Youyou va demostrar que l'extracte d'aquesta planta era útil contra la malària, i juntament amb altres col·legues va aïllar el principi actiu, l'artemisinina, la qual es troba als tricomes glandulars d'aquesta planta. L'any 2015 Tu Youyou fou guardonada amb el Premi Nobel de Fisiologia o Medicina pels seus descobriments d'una nova teràpia contra la malària.

Artemisia annua també té efectes sedants en ratolins de laboratori.

## Galeria

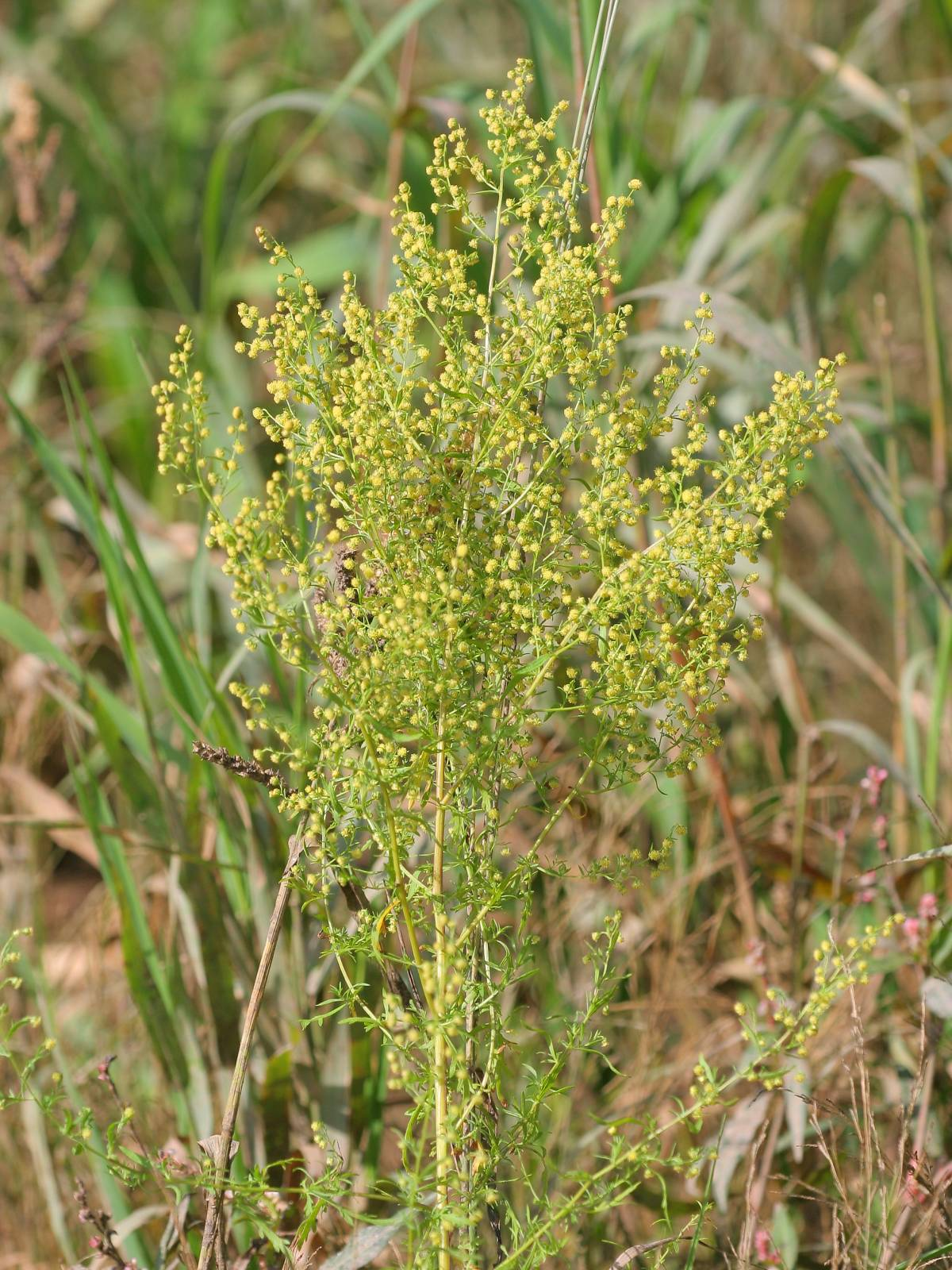
Artemisia annua
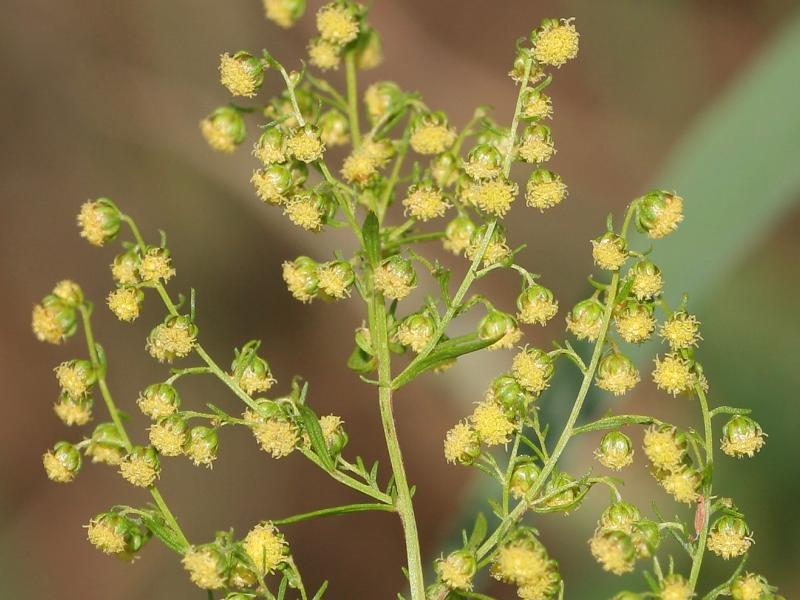
Artemisia annua: detall de la inflorescència
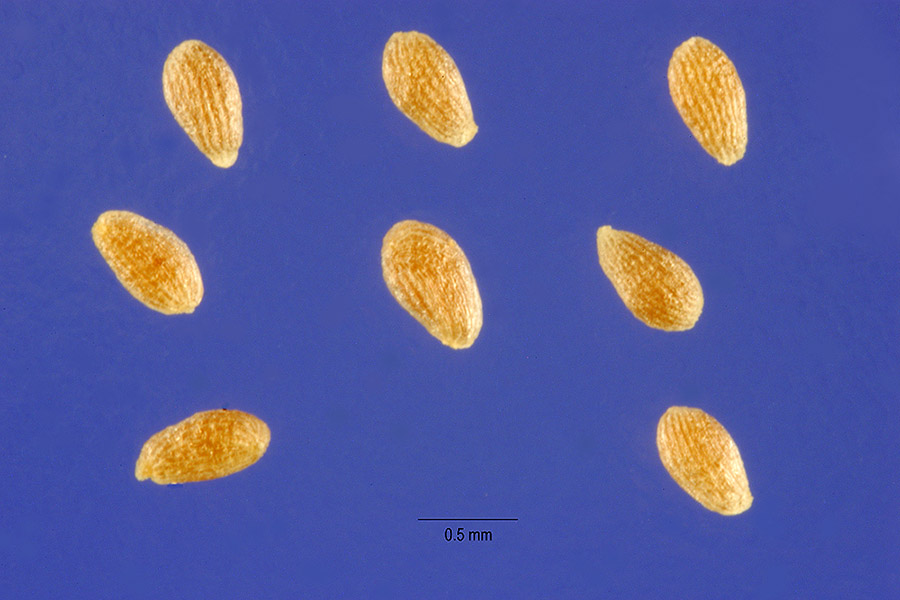
Llavors
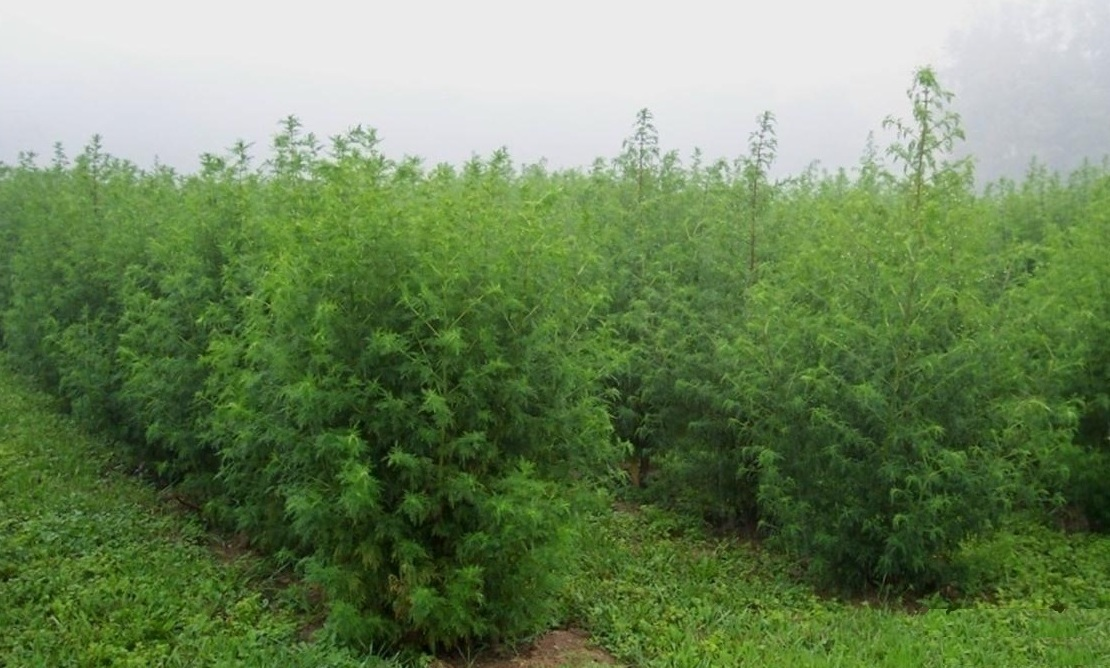
Artemisia annua